# Большая Мотолоша
Большая Мотолоша — деревня в Молоковском районе Тверской области.

## География
Находится в восточной части Тверской области на расстоянии приблизительно 8 км по прямой на запад-юго-запад от районного центра поселка Молоково.

## История
Деревня была отмечена еще на карте Менде (состояние местности на 1848 год). В 1859 году здесь (сельцо Бежецкого уезда Тверской губернии) было учтено 2 двора. До 2021 года входила в Молоковское сельское поселение до его упразднения.

## Население
Численность населения: 22 человека (1859 год), 0 как в 2002 году, так и в 2010.